# Olivia De Berardinis
Olivia De Berardinis (Long Beach, 1948) è un'artista e illustratrice statunitense.

## Biografia
Nata nel 1948, è vissuta con il padre Sante, ingegnere aeronautico, che a causa del suo lavoro si spostava continuamente con la famiglia: essendo inoltre figlia unica, Olivia ha praticamente vissuto la sua infanzia a contatto con molti adulti. Il suo primo punto di riferimento è stata la madre, in seguito Olivia ha frequentato la scuola di arti visive a New York (New York School of Visual Arts). A metà degli anni '70 ha cominciato dipingere e disegnare pin-up per alcune riviste per uomini. Ha ottenuto velocemente successo come dimostrato dalle numerose mostre a lei dedicate in America e in Giappone.